# Choke (Glee)
Choke is de achttiende aflevering van het derde seizoen van de Amerikaanse televisieserie Glee en de 62e aflevering van de serie. In Nederland werd de aflevering voor het eerst uitgezonden op 12 augustus 2012 door RTL 5. De aflevering werd geschreven door Marti Noxon en geregisseerd door Michael Uppendahl.

## Verhaallijn
Kurt en Rachel doen auditie voor de New York Academy of Dramatic Arts (NYADA). Rachel vergeet haar tekst en haar auditie wordt stopgezet. Coach Beiste onthult het geheim dat ze geslagen wordt door haar echtgenoot en trekt in bij haar zuster. Pucks vader keert terug en Puck leent hem geld. De jongens van The New Direction helpen Puck met zijn aardrijkskundetoets.

## Muziek
- "The Music of the Night"
- "School's Out"
- "Cell Block Tango"
- "Not the Boy Next Door"
- "Don't Rain on My Parade"
- "The Rain in Spain"
- "Shake It Out"
- "Cry"